# Gare de Verrey
La gare de Verrey est une gare ferroviaire française de la ligne de Paris-Lyon à Marseille-Saint-Charles, située au bourg centre, sur le territoire de la commune de Verrey-sous-Salmaise, dans le département de la Côte-d'Or, en région Bourgogne-Franche-Comté.
C'est une halte ferroviaire de la Société nationale des chemins de fer français (SNCF) desservie par des trains du réseau TER Bourgogne-Franche-Comté.

## Situation ferroviaire
Établie à 340 m d'altitude, la gare de Verrey est située au point kilométrique (PK) 278,401 de la ligne de Paris-Lyon à Marseille-Saint-Charles, entre les gares de Thenissey et de Blaisy-Bas.

## Fréquentation
De 2015 à 2023, selon les estimations de la SNCF, la fréquentation annuelle de la gare s'élève aux nombres indiqués dans le tableau ci-dessous.
| Année     | 2015   | 2016   | 2017   | 2018   | 2019   | 2020   | 2021   | 2022   | 2023   |
| --------- | ------ | ------ | ------ | ------ | ------ | ------ | ------ | ------ | ------ |
| Voyageurs | 25 966 | 23 721 | 24 614 | 20 264 | 19 996 | 19 592 | 21 178 | 25 391 | 22 218 |

## Service des voyageurs

### Accueil
Halte SNCF, c'est un point d'arrêt non géré (PANG) à accès libre.

### Desserte
Verrey est desservie par des trains du réseau TER Bourgogne-Franche-Comté qui effectuent des missions entre les gares de Dijon-Ville et Les Laumes - Alésia ou Auxerre-Saint-Gervais.

### Intermodalité
Un parking pour les véhicules est aménagé.